# Скаро
Скаро (енгл. Skaro) је измишљена планета у дуготрајној британској научнофантастичној телевизијској серији Доктор Ху. Осмислио ју је писац Тери Нејшн као матичну планету Далека.
У серијалу Далеци (1963–64), Скаро је описан као дванаеста планета од свог сунца, а у Постању Далека (1975) се наводи да се Скаро налази у „Седмој галаксији”. Приказан је као да има различите месеце: Флидор, Фалкус и Омега Мистеријум, при чему је Фалкус представљен као вештачка конструкција коју су Далеци створили као последње уточиште. Фалкус и Омега Мистеријум се такође помињу у аудио драмама издавачке куће Big Finish Productions Ја, Даврос, Ја, Даврос: Невиност (2006) и Ја, Даврос: Чистоћа (2006). У Судбини Далека (1979), Мовеланци помињу Скаро као Д–5–Гама–З–Алфа.

## Географија
Далечка књига (1964), лиценцирана од стране BBC-а, укључује карту под називом „Далограф Скара” на којој су приказана три континента Далазар, Даррен и Давијус. Далазар је описан као најнасељенији део Скара који има суптропску климу и налази се на локацији града Далека. На југоистоку је Језеро мутација, а на југу планински венац Драманкинс који се протеже преко читавог континента од источне до западне обале. На североистоку Далазар је спојен са континентом Дарен преко копненог моста. Дарен је означен као место праска неутронске бомбе која је Далеке из њиховог хуманоидног облика претворила у мутанте. Северни и јужни регион су раздвојени планинама „Озрачени ланац”. Трећи континент, Давијус, приказан је подељен на источну и западну регију „реком вртложних вода”, при чему је источни регион препознат као дом Тала. Приказано је пет мора: Море муља, Море киселине, Море рђе, Море змија и Море без дна. Остале главне карактеристике су: Острво Покретних планина и ланац острва под називом Забрањена острва, оба смештена у мору муља, и Острво шикљајућег злата које се налази у Мору рђе.
Далечка књига отвореног свемира (1966), такође лиценцирана од стране BBC-а, потврђује неке од ових појединости у илустрацији у изрезу под насловом „Слојеви Скара”. Додато је море под називом Море смрти, заједно са Острвима магле што је, према опису, алтернативни назив за Забрањена острва Далечке књиге. Даљи подаци додају годишњи чланак Далека из 1977. „Тамна страна Скара” који помиње Кристални континент, Змијско острво и обележје које се зове Стене које се састоји од камених игала које штрче хиљаде стопа високо из мора и насељена гигантским летећим створењима. Остале наведене области су затворска колонија, регион насељен мутираним потомцима затвореника који су коришћени у раним испитивањима неутронског оружја Далека и Мочварне земље, описане као можда огроман, живи организам који гута и храни се свиме што се приближава његовој површини.
Остале скаросијске географске карактеристике помињу се у стрипу Далеци (1965−67), издавачке куће TV21. У причи „Двобој Далека” појављују се кисела река и живини гејзири. У „Наслеђу прошле године” приказана је пустињска област звана Таран, вулканске равнице и северни поларни регион за који се наводи да је настао када је прасак неутронске бомбе Далека померио планету око њене осе.
Новелизација Сећање на Далеке (1990) наводи да се град Далека зове Менсват Еск-Далек и да се налази у Векис Нар-Кангјиу (Равници мачева). У Доктор Ху видео-игри City of the Daleks (2010) град Далека се зове Калан.

## Флора
У већини медија, Скаро је приказан као нуклеарна пустош и скоро потпуно лишена биљног света, са само окамењеном шумом која се налази у близини града Далека. Међутим, помиње се неколико изузетака. Биљке Варга које подсећају на велике, покретне кактусе начичкане отровним трњем, виђене су у Задатку у непознато (1965). Пореклом је са Скара, али Далеци су је намерно мутирали да делују као стражари и да одврате друге облике живота од мешања у њихове активности. Појединац затрован трњем развија жељу за убијањем и на крају се претвара у другу биљку Варга. Аркелисов цвет је описан као редак и способан да се укорењује само у металу, а његов сок је саставни део металног омотача Златног цара Далека. У стрипу ТВ21 Далеци, густо шипражје је приказано у неколико наврата, посебно у мочварама живиног гејзира и мутираној шуми.

## Фауна
Телевизијски програм Доктор Ху је приказао само неколико примера Скаровских аутохтоних дивљих животиња. У Далецима, откривено је мало, мртво рептилско створење са дугим зубима, шиљатом њушком и савитљивом металном кожом, а Први Доктор претпоставља да је његово тело на окупу помоћу магнетног поља. То је касније препознао један Тал као „Магнедон“. (У филму Доктор Ху и Далеци из 1965. године, који је заснован на телевизијској серијалу Далеци, ово створење је приказано као прилично већа, окамењена животиња налик змају). Такође је приказано створење са више пипака са два светлећа ока које насељава Језеро мутација. Велика, агресивна животиња са пипцима звана „Слитер“ појављује се у Најезди Далека на Земљу (1964). Описује се као „љубимца Црног Далека“ и користи се за патролирање рудника Далека. Огромне копнене шкољке, способне да дробе кост, виђене се у Постању Далека (1975). Они су описани као одбачени исходии Давросових генетских огледа. У „Уточишту Далека“ (2012) накратко је виђено јато створења налик птицама како лете у даљини изнад рушевина града Далека.
Други медији су увели додатна створења. Далографија Скара у Далечкој књизи наводи да огромне змије, мутиране од кишних глиста експлозијом неутронске бомбе, живе испод површине континента Дарен. Књига такође садржи Речник Далека који садржи записе за „Лалапаланге“ (изумрлу птицу хармонију која је певала двогласно) и „Урвакрил“ (двоглаву јегуљу која настањује Језеро мутација). Касније је стрип ТВ21 „Далеки“ додао џиновске јегуље, терорконе (велика водена створења која личе на двоглаве змајеве без крила) и аморфна пешчана створења. Далечка књига отвореног свемира садржи илустрације неколико подземних створења међу којима су и „Људи сунђери“, „Сисавац“ (личи на ватрену стеницу), Кракис с пипцима и неименована животиња налик веверици. Овоме се могу додати жуте и црне бубе и „каменски леопарди“ који се помињу у роману Сећање на Далеке.

## Разумни становници
У телевизијском серијалу Далеци две разумне, хуманоидне врсте су описане као да су постојале на Скару; Дали, учитељи и филозофи, и Тали, род ратника. Зрачење из неутронског рата изазвало је мутацију обе врсте. У време приче, Тали су плавокоси белци чија је физичка мутација завршила пуни круг. Одрекли су се насиља и преживљавају земљорадњом. Насупрот томе, Дали су еволуирали у одвратна, агресивна, ксенофобична створења која су се заогрнула у заштитне металне шкољке и ослањају се на технологију за преживљавање. Сада себе називају Далецима.
Ова еволуција рода Далека и Тала је у супротности са серијалом Постање Далека. Прича описује претке Далека као хуманоидни род зван Каледи. Они су генерацијама у рату са Талима, претварајући Скаро у пустош опустошену хемијским и нуклеарним оружјем. Док су Каледи и Тали сваки пројектовали своју огромну, заштитну куполу у којој ће се склонити, унакажене жртве хемијског и загађења зрачењем су прогнане да лутају површином као "муте". Научници из Каледа схватају да ће отровно окружење планете на крају изазвати мутацију њихове врсте, доводећи њихову генетску чистоћу до краја. Њихов главни научник Даврос одлучио је да убрза мутацију како би пронашао ултимативни Калед облик, у току чега га „побољшава“ уклањањем свих трагова савести и осећања. Добијени организми се стављају у оклопне путне машине и Даврос их назива Далецима.
Стрип ТВ 21. Век Далеке представља другачијим описом Скаровог разумног живота. Један род, Далеци, су приказани као ниски, плавопути, агресивни хуманоиди. Они су укључени у опаки рат против Тала који су, иако нису приказани, описани као високи, згодни, мирни и живе у сталном страху од напада Далека. Далеци праве неутронску бомбу како би коначно окончали сукоб, али метеоритска олуја прерано детонира уређај, очигледно уништавајући већину живота на Скару. Мутирани Далек командује прототипом ратне машине, створеном непосредно пре холокауста, да делује као покретно заштитно кућиште. Затим убеђује последња два хуманоидна Далека, Џарвелинга и Золфијана, да направе још кућишта за многе друге мутанте који су преживели. Тали се даље не помињу, а импликација је да су сви страдали у нуклеарном пожару.
Низ аудио драма продукције "Big Finish" Ја, Даврос (2006) поставља дивергенцију врста Каледа и Тала на тачку 10 милиона година пре догађаја описаних у Постању Далека и односи се на две друге врсте, Тароне и Дале, пошто су обе изумрле због геноцида Каледа до времена Каледско-Талског рата.

## Измишљена историја
Централно средство заплета телевизијског програма Доктор Ху и Хуниверзум је путовање кроз време. Заједно са узастопним неуједначеним приступом континуитету продуцента програма и сценариста, покушаји наметања строге хронологије Скаровој измишљеној историји су проблематични.
Догађаји који су довели до стварања Далека, као што је приказано у Постању Далека (1975), очигледно претходе онима из Далека (1963–64), док је у Злу Далека (1967) чија се прича завршава са очигледним уништењем Далека због грађанског рата на Скару, Други Доктор наводи да је ово "коначни крај" створења.
У Судбини Далека (1979), смештеној много векова након догађаја из Постања Далека, Далеци се враћају у напуштени и још увек озрачени Скаро да би повратили свог творца Давроса. У наредном серијалу Откровење Далека (1985), приказано је да су Далеци поново заузели Скаро. Они одани Врховном Далеку који путују одатле да заробе Давроса и униште његову нову војску Далека на планети Некрос.
Скарово коначно појављивање у класичној серији је у причи Сећање на Далеке (1988) у којој Седми Доктор обмањује Давроса и његове царске далеке да искористе уређај Господара времена назван Рука Омеге на Скаровом сунцу како би поново створили галифрејачке огледе на путовању кроз време. Доктор је минирао уређај и изазвао да се њихово Сунце претвори у супернову која потпуно уништава планету.
Слика Скара је накратко приказана на почетку телевизијског филма Доктор Ху из 1996. године, а ток ирпче указује да је то место суђења Господар. Не спомиње се уништење планете. Покушај да се објасни ова неподударност направљен је у роману Рат Далека (1997) у којем, на врхунцу догађаја приказаних у Сећању на Далеке, Далеци су обманули Давроса и Седмог Доктора да униште планету тзв. Анталин који су тераформирали да би личио на Скаро и заузео његово место. Роман даље смешта причу Судбине Далека на прерушен Анталин, а не на Скаро.
У оживљеној серији Доктор Ху, Скаро се помиње увођењем Скароовог култа у „Судњем дану“ (2006) и „Далецима на Менхетну“ (2007) где лик Далек Кан наводи да је планета „нестала ... уништена у великом рату“. Касније, у епизоди „Уточиште Далека“ (2012), Једанаести Доктор је накратко намамљен на Скаро. Планета је поново приказана као напуштена и приказана је са олујним црвеним небом затрпаним кишом, пејзажом испуњеним напуштеним структурама и небодерима. Ово је у складу са појавом Скара након рата као што се види у рачунарској игрици за преузимање Град Далека и чланку који је написао Расел Т. Дејвис у часопису ДОктор Ху годишњак 2006. у којем се наводи да је Скаро био разорен на крају Временског рата.
Скаро се појављује у „Мађионичаревом шегрту“ и „Вештица је позната“ (2015) где је Даврос приказан прво као адолесцент изгубљен на пустињском бојном пољу, а затим се вратио на планету много година касније да би умро са својом „децом“ Далецима. Планета је учињена невидљивом и, када је Доктор упитан, Даврос каже да су је Далеци поново изградили.
Далечка књига отвореног свемира (1967) садржи графикон под називом „Еволуција Скара“ који прати развој планете од њеног стварања, кроз различита геолошка раздобља, до појаве Далека.

## Остала појављивања
Скаро је место за играни филм Др. Ху и Далеци (1965), са Питером Кашингом у главној улози. Иако није именован у филму, ретроактивно је именован у његовом наставку Најезда Далека на Земљу 2150. (1966).
Скаро се појављује у Доктор Ху аудио причама продукције "Big Finish" Фаза мутирања (2000) и Даврос (2003) и истакнуто је у огранак серијалу Ја, Даврос (2006) која се усредсређује на Давросов живот и догађаје који су довели до његовог стварања Далека.
Скаро се појављује у епизоди Доктор Ху: Пустоловна игра „Град далека“. У причи Далеци уклањају Скаро из Временског рата, спречавајући његово уништење. Једанаести Доктор осујећује Далечки план, негирајући опстанак планете и враћајући исправан временски ток. У априлу 2010. тадашњи извршни продуцент Доктора Хуа Пирс Венгер изјавио је да игре представљају „епизоде“ и да чине део универзума.
Скаро се појављује у Далецима!, петоделној анимираној серији коју је ББЦ лансирао на свом Јутјуб каналу у новембру 2020. као део своје више-платформске приче Непобедиви Временски господар.

## Спољна места снимања
За Постање Далека спољне сцене које се наводно дешавају на Скару снимљене су у Бечвортском каменолому у Сарију, а за Судбину Далека у Винспитском каменолому у Дорсету. У епизодама „Чаробњаков шегрт (1. део)“ и „Вештица је позната (2. део)“, спољне сцене на Скару су снимане на Тенерифима.